# Ne Hwas
Ne Hwas (Nehwas, Newas, Niwah), "Ne Hwas" se daje kao ime Passamaquoddy sirene u nekim narodnim pričama iz 19. stoljeća. Vjerojatno su te priče zapravo bile o Lumpeguinu, vrsti dobroćudnog vodenog duha koji se ponekad prikazuje s ribljim repom. Passamaquoddy riječ niwesq, od koje vjerojatno dolazi "ne hwas", samo znači "duh" i koristi se za označavanje bilo koje vrste nadnaravnih stvorenja.